# Ustanak u Hercegovini 1941.
Vidovdanski ustanak u Istočnoj Hercegovini buknuo je zbog teškog nezadovoljstva i straha tamošnjeg srpskog pučanstva povodom nastanka Nezavisne Države Hrvatske. Ustanike su predvodili četnici, a tijekom ustanka dogodilo se više masovnih zločina nad ne-srpskim pučanstvom, prvenstveno onim muslimanske vjeroispovijedi. 
Makar se oružane akcije ustanika bilježe od 23. lipnja 1941. godine, simbolički je ustanak vezan uz Vidovdan 28. lipnja 1941. godine, kao dan koji je tada vezivan uz ostvarivanje srpskih državotvornih težnji u Kraljevini Jugoslaviji; na taj dan su ustanici nakon ozbiljnije borbe osvojili i potom spalili oveće selo Avtovac na granici s Crnom Gorom; uz pokolj dijela stanovnika koji nije uspio pobjeći.

## Tijek događaja
Nakon nastanka Nezavisne Države Hrvatske 10. travnja 1941. godine je - kao i u drugim krajevima - nastalo veliko nezadovoljstvo etničkih Srba; a kulminirale su etničke napetosti, koje su između dva svjetska rata bile stalne. Oružništvo je počelo uhićivati osobe za koje se znalo da pripadaju četničkom pokretu (koji je bio pro-režimska i vrlo raširena organizacija u vrijeme Kraljevine Jugoslavije), a divlji ustaše su počeli s terorom.
Predstavnici jugoslavenske vojne i civilne vlasti na području Istočne Hercegovine su se protivili uspostavi vlasti NDH, te je na preuzimanje vlasti u Čapljinu 11. travnja 1940. godine zapovjedništvo jugoslavenske vojske u Mostaru reagiralo naloživši da se iz reda kadeta i odgojitelja dočasničke škole jugoslavenske vojske u Bileći pošalje u Čapljinu jaču postrojbu kako bi ondje "uspostavila red". Ta postrojba od oko 180 ljudi je doista 14. travnja 1941. godine napala Čapljinu i okolinu, pucajući na vrata i prozore kuća i bacajući na kuće ručne bombe; te se "opskrbljujući" krađom po kućama i dućanima. Uhitili su 140 lokalnih stanovnika, ranili njih 7 i pobili 20.
Mnogo vojnih obveznika s područja Istočne Hercegovine se nakon raspada jugoslavenske vojske u travnju 1941. godine vratilo kućama s oružjem, kojega nije htjelo predati na poziv vlasti NDH. Oružništvo je počelo pretraživati selo po selo u potrazi za vojnim oružjem, te pritom uhićivati osobe za koje se znalo da pripadaju četničkom pokretu (koji je bio pro-režimska i vrlo raširena organizacija u vrijeme Kraljevine Jugoslavije), a divlji ustaše iz reda lokalnih katolika i muslimana (vlasti NDH su i jedne i druge tretirale kao Hrvate, dok su Srbe, naprotiv, tretirali kao "pravoslavce")  su počeli s terorom, te su kružile priče da su u ustaškim pokoljima nastradale stotine ljudi. Osobito su u selu Koritima kod Bileće ustaše pobili 4. i 5. lipnja 1941. veći broj Srba, uglavnom se govori o njih 140. 
Komunistička historiografija će poslije desetljećima nastojati mistificirati početak ustanka, insinuirajući da je u njemu veću ulogu imalo tamošnjih nekoliko članova Komunističke partije, te posve prešućujući ulogu četnika poput Milorada Popovića i Radojice Perišića, koji su zapravo predvodili ustanike.
Ustanici su 29. svibnja razoružali oružničku postaju u Čelebiću, a prvi oružani sukob u nastojanju Srba da se odupru oduzimanju vojnog oružja bilježi se u selu Drežnju kod Nevesinja 1. lipnja 1941. godine. Snage NDH su na području Istočne Hercegovine - kao zapravo i u čitavoj NDH - bile još uvijek slabe: snage 6., 7. i 10. pohodne bojne domobranstva su imale ukupno vojnika u veličini dvije satnije, a oružništvo je bilo raspršeno po malobrojnim postajama u ruralnom području. Njima se pridružilo do nekoliko stotina neregularnih ustaških dragovoljaca, koji su se odavali pljački, ubojstvima i drugim brutalnostima.
Stanje na terenu sredinom lipnja 1941. god. se zacijelo može dobro razaznati iz izvješća zapovjednika oružničkog voda u Gackom: 
  »13 lipnja o.g. poslije podne došao je u Gacko jedan Talijanski obaveštajni kapetan u pratnji jednog poručnika i jednog narednika. Pozvao je mene i pitao me izvjesne stvari kao uzrok zbog čega su se odmetnuli srpski stanovnici istočnog dijela Gatačkog kotra. ... Zamolio je da mu dodjelim jednog oružnika kao pratnju i ja sam dodjelio privremenog oružnika Husu Husovića... Na put su krenuli 14 lipnja u 5 sati iz jutra i to 3 oficira i 22 vojnika, sveukupno 25 ljudi. U selu Berušica sreli su grupu od 30 naoružanih ljudi, koji kad su viđeli Talijane počeli su bacati oružje i govoriti Talijanskim okupatornim vlastima se predajemo. - Na pitanje zašto su se odmetnuli i latili oružja, odgovorili su „moramo da se branimo, jer nas Turci i Hrvati biju i bacaju u jamu". Talijanski kapetan ostavio im je oružje, a tada su oni od njega tražili da im da još oružja da se brane. Osim toga tražili su da čitav ovaj kraj sve do Konjičke ćuprije pripoje Crnoj Gori. Naš oružnik prepoznao je dvojicu vođa, a to su dva brata Bjelogrlići iz Avtovca. Kad su prešli granicu Crne Gore nije se više videlo naoružanih ljudi, već ovi naoružani ljudi su isključivo mještani, a nikako Crnogorci. Talijanski kapetan si je pravio na terenu stanovite zabilješke. Za vrijeme cijelog puta nije bilo incidenata. 10 lipnja 1941 godine, po nalogu ustaškog povjerenika g. Francetića streljano je 20 osoba kao taoci, jer se pobunjenici nisu htjeli predati i da se time utiče na njih. Međutim kad su ih vozili na strijeljanje pobjegao je pop Mastilović iz Nadinića, koji je preko Lipnika pobjegao u Crnu Goru i sada je u Cetinju "«()
24. lipnja 1941. godine ustanici zauzimaju oružničke postaje u Rilju i Gornjem Lukavcu, 25. lipnja u Fojnici. Zapovjednici malobrojnih postrojba NDH na terenu izvješćuju da su se Srbi listom podigli na ustanak, uz ocjenu da im pomažu četnici iz Crne Gore. Postrojbe NDH brane od ustanika Nevesinje i područje Stoca. Divlji ustaše su 25. na 26. lipnja kod Opuzena pobili veći broj uhićenih Srba iz Istočne Hercegovine, prema nekim izvorima njih 283.
26. lipnja 1941. godine ustanici otvaraju jaču vatru na kolonu domobrana - koji su počeli pristizati iz drugih dijelova NDH - koja se pokušava probiti do Nevesinja, na čiju posadu ustanici pucaju čitavu noć. Domobrani se ne upuštaju u borbu, nego ostavljaju svoje kamione na cesti i povlače se nekoliko kilometara. Tih se dana ni oni, ni oružnici, ni divlje ustaše ne upuštaju agresivno u borbu, nego oklijevaju - izvješćujući svoja zapovjedništva o vrlo mnogobrojnim ustanicima, ali ne i o vlastitim gubitcima koji bi bili znak ozbiljnih borbi.    
Na sam Vidovdan 28. lipnja 1941. godine napadaju ustanici Avtovac, veće selo na granici s Crnom Gorom koje je bilo nastanjeno mahom musimanima. Na vijest o napadu ustanika, domobrani šalju vod vojske u Avtovac, od kojega će njih 14 biti na putu zarobljeno od ustanika, koji će za njih tražiti predaju zarobljenih Srba. Nakon što su domobrani koji su nedavno bili stacionirani u Avtovcu, njih izgleda oko 200, te 50-ak žitelja Avtovca ostali bez streljiva, uglavnom su uspjeli pobjeći. Ustanici koje je predvodio budući četnički vojvoda Radojica Perišić su selo spalili, pobivši 47 mještana koji nisu uspjeli pobjeći, mahom starce, žene i djecu. Avtovcu je u pomoć pokušala priskočiti talijanska vojna posada iz Bileće, ali su na njihova dva kamiona ustanici otvorili vatru, ubivši trojicu i ranivši 17 talijanskih vojnika.
Dana 28. lipnja 1941. god. dolazi na područje ustanka general Vladimir Laxa, koje uvodi opsadno stanje, a ustašama zapovijeda da oružje ne smiju iznositi izvan svojih kuća bez zapovijedi državnih vlasti i prisutnosti predstavnika oružništva. Pod njegovim zapovjedništvom prikupljeno je narednih nekoliko dana oko 4 tisuće domobrana s nešto topništva i potporom izviđačkih zrakoplova, koji od 3. srpnja odlučno kreću na ustanike. Divlji ustaše su na obodima njihovog djelovanja odavali pljački i drugom teroru, što su domobranski zapovjednici pod vodstvom generala Laxe nastojali spriječiti. Ustanici se bez izrazito jakog otpora povlače pred tim snagama, uglavnom u planine  (kamo ih prati možda 2/3 etničkih Srba s područja ustanka), a dijelom i na područje Crne Gore. 
Nakon stanovitih sukoba s ustanicima u planinama, od 7. kolovoza 1941. godine je Glavni stožer hrvatskog domobranstva prenio naredbu koju je dao izravno Poglavnik Ante Pavelić, da se ne upuštaju više u akcije "čišćenja" i da samo štite veća mjesta, izuzev u slučajevima ako ustanici sami izvrše napade. 15. kolovoza je stigla naredba za popisivanje Srba, u pripremi za njihovo iseljavanje. Ustanici napadaju slabije oružničke postaje u Rankovcima kod Ljubinja, Vlahovićima kod Bileće i Poljicima kod Trebinja, a domobrani potiskuju oko 200 ustanika s područja Popova Polja.

## Nakon ustanka
Nakon što su oružničke i domobranske postrojbe NDH do polovine srpnja uspostavile kontrolu nad većim mjestima, ustanici se konsolidiraju u planinskim područjima i - u vrijeme kada se nakon sklapanja Rimskih ugovora odnosi između NDH i Italije vidno pogoršavaju - traže potporu kod Talijana.
Od 20. kolovoza 1941. godine ustanici započinju borbe širom Istočne Hercegovine, koje se prekidaju kada domobranske i oružničke postrojbe (koje su došle u dosta tešku situaciju) zamjenjuju talijanske trupe. Talijanske okupacijske postrojbe - u vrijeme kada su odnosi između Kraljevine Italije i NDH bili dosta loši, zbog nespremnosti ustaškog vrha da Hrvatsku vode kao talijanski protektorat - su najsrdačnije surađivale s četnicima i zabranjivale postrojbama NDH da se vrate na to područje. Na području Istočne Hercegovine će četničke postrojbe uglavnom dominirati do kraja rata, najprije pod okriljem Talijana, a potom Nijemaca - te će i jednima i drugima pomagati u borbi protiv partizana. U suradnji s četničkim postrojbama iz Crne Gore i Srbije sudjelovat će istočnohercegovački četnici u teroru nad katoličkim i muslimanskim stanovništvom toga i obližnjih područja; taj će teror kulminirati u Pokolju muslimana Sandžaka i istočne Bosne u veljači 1943.

## Vanjske poveznice
- "Stradanje Hrvata istočne Hercegovine u Drugom svjetskom ratu i poraću", Ivica Puljić, članak u zborniku: O žrtvama je riječ, zbornik radova III. hrvatskog žrtvoslovnog kongresa, Zagreb, (2006.)